# Feestdagen in Suriname

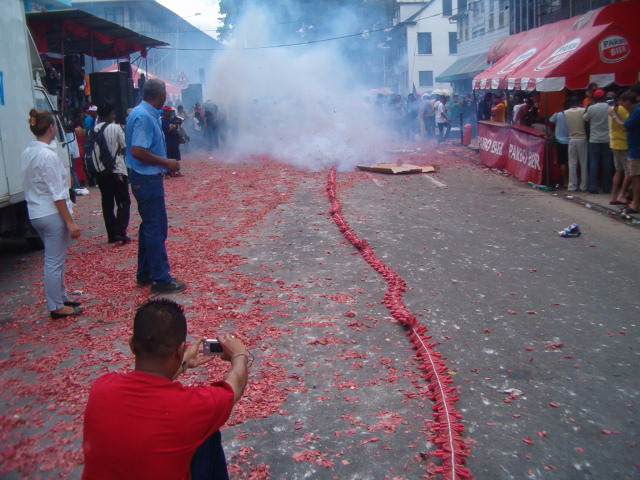
Oudjaarsviering in Suriname

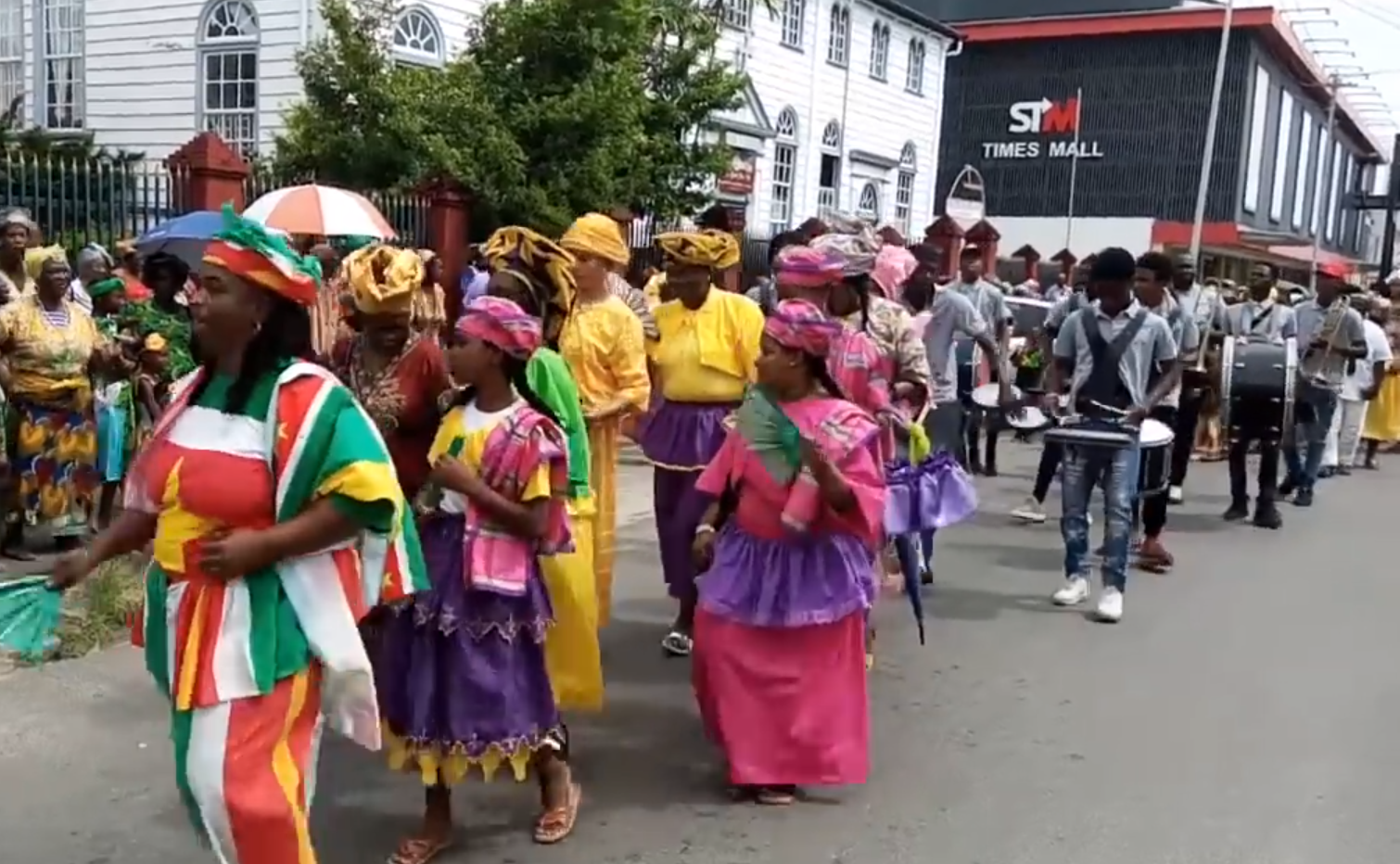
Keti Koti

De volgende feestdagen in Suriname worden als nationale feestdagen aangeduid:
- Nieuwjaarsdag - 1 januari - begin van het nieuwe jaar[1]
- Chinees Nieuwjaar - januari/februari - het nieuwjaarsfeest volgens de Chinese kalender. (sinds 2015)[1][2]
- Holi Phagwa - februari/maart - een hindoeïstisch feest dat zowel de overwinning van het goede over het kwade viert en dient als nieuwjaarsfeest[1]
- Goede Vrijdag - maart/april - kruisiging van Jezus[1]
- Tweede paasdag - maart/april - opstanding van Jezus[1]
- Dag van de Arbeid - 1 mei - feestdag van de arbeidersbeweging[1]
- Ketikoti - 1 juli - de afschaffing van de slavernij in 1863.[1]
- Dag der Inheemsen - 9 augustus - dag voor de inheemse Surinamers (sinds 1996)[1] De herdenking Javaanse immigratie vindt op dezelfde dag plaats.[3]
- Dag van Nationale Verbroedering en Eenheid - 21 september - streven naar een vredige en harmonieuze samenleving (sinds 2020)[4]
- Dag der Marrons - 10 oktober - dag voor de marrons van Suriname en herinnert aan het vredesverdrag van 1760[1]
- Divali - oktober/november - het lichtfeest van het hindoeïsme wat staat voor de overwinning van het licht op de duisternis[1]
- Nationale Onafhankelijkheidsdag (Srefidensi Dey) - 25 november - de onafhankelijkheid van Suriname in 1975[1]
- Eerste en tweede kerstdag - 25 en 26 december - de geboorte van Jezus[1]
- Suikerfeest (Eid al-Fitr) - variabel - islamitische feestdag waarop het einde van de ramadan wordt gevierd (sinds 2020)[5][6]
- Offerfeest (Eid al-Adha) - variabel - islamitische feestdag omdat Ibrahim (Abraham) bereid was zijn zoon te offeren (sinds 2020)[7]

Oudejaarsavond wordt anders gevierd dan de rest van de wereld. Owru Yari begint op 31 december rond 11:00 in de binnenstad van Paramaribo met een groot feest. De dag der Migranten was in 2019 ingesteld, maar vindt de eerste zondag van september plaats.
Hemelvaartsdag, Pinksteren en Sinterklaas zijn geen officiële feestdagen in Suriname.
De Dag van Bevrijding en Vernieuwing op 25 februari was een nationale feestdag ter herinnering aan de Sergeantencoup. Deze werd in 2010 ingesteld door het Kabinet-Bouterse I, en is in 2021 afgeschaft door het Kabinet-Santokhi.

## Lokale feestdagen
Daarnaast zijn er nog lokale feestdagen. (Deze lijst is nog niet compleet)
- Prawas Din - 5 juni - de aankomst van de Hindoestaanse contractarbeiders.[1]
- Saamaka Daka - 19 september - de bevrijdingsdag van de Saramaccaners.[11]

## Rooms-Katholieke Kerk
Het bisdom Paramaribo, het enige rooms-katholieke bisdom in Suriname, valt onder de kerkprovincie van het aartsbisdom Port of Spain. Deze kerkprovincie kent de volgende drie verplichte feestdagen: Maria Moeder van God, Sacramentsdag en Kerstmis. In Suriname zijn dit de enige dagen die niet op een zondag vallen waarop katholieken verplicht zijn een volledige mis bij te wonen om aan het eerste van de vijf geboden van de Kerk te voldoen.